# E ti vengo a cercare (Tiziano Ferro)
E ti vengo a cercare è un singolo del cantautore italiano Tiziano Ferro, pubblicato il 30 ottobre 2020 come terzo estratto dall'album di cover Accetto miracoli: l'esperienza degli altri.

## Descrizione
Si tratta di una reinterpretazione dell'omonimo brano di Franco Battiato, da lui inciso per il suo album del 1988, intitolato Fisiognomica.
Oltre alla pubblicazione per il download digitale, il 6 novembre 2020 il brano è stato inserito come lato B dell'edizione 7" del precedente singolo Rimmel, commercializzato in occasione del Vinyl Week 2020 di Amazon.com.

## Video musicale
Il videoclip, diretto da Tommaso Cardile e Sebastiano Tomada, è stato pubblicato il 30 ottobre 2020 attraverso il canale YouTube del cantante.

## Tracce
Testi e musiche di Franco Battiato.
1. E ti vengo a cercare – 3:24